# Hajrá, mozdony!
A Hajrá, mozdony! 1972-ben bemutatott magyar rajzfilm, amelyet Dargay Attila írt és rendezett. Az animációs játékfilm zenéjét Pethő Zsolt szerezte. A mozifilm a Pannónia Filmstúdió gyártásában készült.

## Rövid tartalom
Kívül reked a társadalmi fejlődésen, aki nem ismeri fel a haladás szükségszerűségét. A lassan döcögő mozdonyt a legképtelenebb módszerekkel próbálják utasai száguldásra bírni, míg holtvágányra nem fut.

## Alkotók
- Írta és rendezte: Dargay Attila
- Dramaturg: Komlós Klári
- Zenéjét szerezte: Pethő Zsolt
- Operatőr: Henrik Irén
- Hangmérnök: Bársony Péter
- Vágó: Hap Magda
- Grafika: Sajdik Ferenc
- Rajzolták: Agócs Zsuzsa, Kárpát Mária, Révész Gabriella, Tóth Sarolta
- Munkatársak: Gyöpös Kati, Lőrincz Árpád, Pataki Mária, Udvarnoki József, Zsebényi Béla
- Színes technika: Dobrányi Géza, Kun Irén
- Gyártásvezető: Csillag Márta
- Produkciós vezető: Gyöpös Sándor, Kunz Román

Készítette a Pannónia Filmstúdió